# Шмілау
Шмілау (нім. Schmilau) — громада в Німеччині, розташована в землі Шлезвіг-Гольштейн. Входить до складу району Герцогство Лауенбург. Складова частина об'єднання громад Лауенбургіше-Зен.
Площа — 11,55 км2. Населення становить 566 ос. (станом на 31 грудня 2020).